# Eucalyptus obtusiflora
Eucalyptus obtusiflora är en myrtenväxtart som beskrevs av Dc.. Eucalyptus obtusiflora ingår i släktet Eucalyptus och familjen myrtenväxter. Inga underarter finns listade i Catalogue of Life.